# برونو غونزاليس كابريرا
برونو غونزاليس كابريرا (بالإسبانية: Bruno González)‏ (24 مايو 1990 في إسبانيا - ) هو لاعب كرة قدم إسباني في مركز الدفاع. لعب مع ريال بيتيس ونادي تينيريفي ونادي خيتافي وCD Teruel ‏ وتينيريفي ب.

## وصلات خارجية
- برونو غونزاليس كابريرا على موقع قاعدة بيانات كرة القدم.إي يو (الإنجليزية)
- برونو غونزاليس كابريرا على موقع Soccerbase.com (لاعب) (الإنجليزية)
- برونو غونزاليس كابريرا على موقع Soccerway.com (الإنجليزية)
- برونو غونزاليس كابريرا على موقع AS.com (الإسبانية)